# Lifan X70
Der Lifan X70 ist ein Kompakt-SUV des chinesischen Automobilherstellers Lifan.

## Geschichte
Das Fahrzeug wurde auf der globalen Händlerkonferenz von Lifan am 21. September 2017 in Lijiang vorgestellt und wurde ab Frühjahr 2018 zunächst in Russland verkauft.
Bereits auf der Shanghai Auto Show im April 2015 zeigte Lifan das Konzeptfahrzeug X70 Concept.

## Technische Daten
Das Kompakt-SUV wird von einem Zweiliter-Ottomotor mit 104 kW (141 PS) angetrieben. Serienmäßig hat der X70 ein 5-Gang-Schaltgetriebe und Vorderradantrieb. Ein stufenloses Getriebe ist im Gegensatz zu Allradantrieb gegen Aufpreis erhältlich.
|                                             | 2.0                                             |
| Bauzeitraum                                 | 04/2018–08/2020                                 |
| Motorkenndaten                              |                                                 |
| Motortyp                                    | R4-Ottomotor                                    |
| Hubraum                                     | 1988 cm³                                        |
| Verdichtungsverhältnis                      | 10,0 : 1                                        |
| max. Leistung bei min−1                     | 100 kW (136 PS) / 6000 (100 kW (136 PS) / 5800) |
| max. Drehmoment bei min−1                   | 178 Nm / 4200–4400                              |
| Kraftübertragung                            |                                                 |
| Antrieb                                     | Vorderradantrieb                                |
| Getriebe, serienmäßig                       | 5-Gang-Schaltgetriebe                           |
| Getriebe, optional                          | (stufenloses Getriebe)                          |
| Messwerte                                   |                                                 |
| Höchstgeschwindigkeit                       | 180 km/h (175 km/h)                             |
| Beschleunigung, 0–100 km/h                  | 13,8 s (14,3 s)                                 |
| Kraftstoffverbrauch auf 100 km (kombiniert) | 7,5 l Super [7,7 l Super]                       |
| Tankinhalt                                  | 55 l                                            |

- Werte in ( ) gelten für Modelle in Verbindung mit einem stufenlosen Getriebe.